# Poppó de Metz
Poppó o Popó fou bisbe de metz de 1090 a 1103.
Seria el net de Frederic de Luxemburg i el germà d'Enric del Llac, comte palatí del Rin. Però l'existència de Thierry fill de Frederic de Luxemburg i pare d'Enric i Poppó resta molt incerta, i certs autors fan per exemple d'Enric del Llac, el fill d'Enric el Furiós mort el 1061
Va entrar jove al clergat de la catedral de Trèveris. de la que va esdevenir ardiaca.
En el context de la lluita de les Investidures el seu nomenament a Metz fou l'ocasió d'un conflicte amb Enric IV del Sacre Imperi. Segons certs autors Poppó i Burcard, grans prebosts de Trèveris, serien una sola i mateixa persona. Per a altres es tracta de dos personatges diferents i Poppó no accedirà al tron episcopal fins al 1093, després que Burcard, que havia estat anomenat bisbe per Enric IV a la mort d'Hermann el 1090, hagués fracassat a imposar-se al càrrec.
En la primera hipòtesi el competidor de Poppó, designat per Enric IV el 1090, no seria altre que Adalberó IV de Metz, que hauria succeït a Poppó sobre el tron episcopal el 1104. El clergat messí que havia escollit Poppó, es va oposar a les pretensions de l'emperador i va aconseguir mantenir a aquest al seu front. El papa va acceptar la seva elecció però va amenaçar de reordenar-lo diaca si es demostrava que havia estat ordenat per simonia d'Egilbert, arquebisbe cismàtic de Trêveris.
Fou consagrat el 27 de març de 1093 pel bisbe Gebhard de Constança.
El 1094 va reformar l'abadia d'Épinal. Va consagrar igualment la parròquia de Saint-Gorgon.
El 1095 va assistir al concili de Clermont.
La seva autoritat era molt feble fora de la ciutat i el seu competidor Adalberó, sostingut per l'emperador germànic, va poder conservar el seu títol de bisbe de Metz i controlar una gran part del bisbat. Durant el seu episcopat el bisbat fou amputat de les seves possessions al país de Lieja per Enric IV.
Va morir el 1103., després d'haver estat probablement fet fora de la seva seu per Enric IV.

## Références
1. 1 2 3 4 5  Dictionnaire général et complet des persécutions souffertes par l'Église…, Paul Belouino 1855
2. ↑  L'art de vérifier les dates… p341 ed. Moreau et Yalade, 1819
3. 1 2  Bonizo de Sutri, Urbain II et la comtesse Mathilde, d'après le Liber de vita christiana de Bonizo p285 Paul Fournier, Bibliothèque de l'école des chartes 1915 n°76
4. ↑  La Chronique de Saint-Hubert, dite Cantatorium p166 Lambertus minor, Karl Hanquet editeur Librairie Kiessling et Cie, P. Imbreghts, successeur, 1906
5. ↑  Dictionnaire de statistique religieuse pàg. 419-422, Jacques Paul Migne, 1851
6. 1 2 3  Mémoires de l'Académie nationale de Metz p31 1832
7. 1 2 3  Dictionnaire du département de la Moselle p315 Claude Philippe de Viville 1817
8. ↑  Biographie du clergé contemporaine p423 Hippolyte Barbier, 1847